# Università federale dell'Estremo oriente
L'Università federale dell'Estremo oriente (DVFU, in russo Дальневосто́чный федера́льный университе́т?, Dal'nevostočnyj federal'nyj universitet) è un ente di istruzione accademica russo situato a Vladivostok.

## Struttura
- Scuola d'ingegneria
- Scuola biomedica
- Scuola di arte e scienze umanistiche
- Scuola di scienze ambientali
- Scuola di pedagogia
- Scuola di legge
- Scuola di economia e management
- Scuola di economia digitale
- Istituto orientale